# مقانک (قزوین)
مقانک (قزوین)، روستایی از توابع بخش طارم سفلی، شهرستان قزوین در استان قزوین ایران است. این روستا یکی از زیباترین روستاهای بخش طارم سفلی می‌باشد. باغهای پهناور گردو از مشخصات بارز این روستای پرآب منطقه است. این روستا در سال ۱۴۰۲ با اصلاح معابر و اجرای طرح هادی به لحاظ دسترسی معابر با استقرار دهیاری پیشرفت خاصی داشته است. این روستا در فصل تابستان بیش از یکصد و بیست خانوار را داراست که سی خانوار ساکن دائمی دارد.

## تاریخ
در کتاب فرهنگ جغرافیایی ایران در مورد مقانک چنین گفته شده است:ده جزء دهستان طارم پائین بخش سیردان شهرستان زنجان، ۱۸ کیلومتری جنوب باختری سیردان، ۶ کیلومتری راه عمومی. کوهستانی - سردسیری، سکنه ۴۶۴، شیعه، تُرکی. رودخانه بروج، غلات، گردو، بنشن، عسل، سیب زمینی، شغل زراعت. راه مناسب .

## جمعیت
این روستا در دهستان چوقور قرار دارد و بر اساس سرشماری مرکز آمار ایران در سال ۱۳۸۵، جمعیت آن ۵۷ نفر (۲۰خانوار) بوده است. به دلیل مهاجرت بسیار زیاد اهالی روستای مقانک در چند دهه گذشته به استان‌های تهران و البرز جمعیت روستا کاهش چشمگیری یافته است که پس از سرشماری ۱۳۹۵ اندکی افزایش یافته است.

## محصولات
از عمده محصولات این روستا می‌توان به گردو، فندق، سیب و توت اشاره کرد که از نظر تولید دو محصول اول جزء روستاهای پیشتاز در ناحیه طارم می‌باشد.

## اماکن مذهبی
در این روستا سه بقعه چای امامی، یوخاری امام و امامزاده خاراما وجود دارند که بقعه سه تن به نام‌های امامزاده قاسم، جعفر و عبدالله می‌باشند.